# De sidste mænd i Aleppo
De sidste mænd i Aleppo (danès: De sidste mænd i Aleppo, ‘Els últims homes d'Alep’; àrab: آخر الرجال في حلب, Āẖir ar-rijāl fī Ḥalab; comercialitzada en anglès com Last Men in Aleppo) és una pel·lícula documental del 2017 sobre la Guerra Civil de Síria. Escrita i dirigida per Feras Fayyad i produïda per Kareem Abeed i Søren Steen Jespersen, documenta la vida a Alep durant la guerra i fa especial llum sobre les missions de recerca i rescat dels reconeguts internacionalment Cascs Blancs, una organització formada per ciutadans corrents, els primers que s'afanyen als bombardeigs i atacs militars amb l'esperança de salvar vides. El documental destaca la vida de tres fundadors dels Cascs Blancs, Khaled Omar Harrah, Subhi Alhussen i Mahmoud que es mouen en el dilema de fugir del seu país o quedar-se i lluitar per ell.
La pel·lícula va guanyar el Gran Premi del Jurat del Documental Mundial al Festival de Cinema de Sundance de 2017 i va ser nominat a l'Oscar al millor documental als Premis Oscar de 2017. Després de ser exhibida a les sales, fou emesa a la sèrie POV de la cadena Public Broadcasting Service.

## Sinopsi
Les forces governamentals lleials al president Bashar al-Ásad van iniciar l'ofensiva militar per recuperar la ciutat d'Alep dels rebels, cosa que desencadena una crisi humanitària a la ciutat i als voltants. La pel·lícula segueix la vida quotidiana dels Cascos Blancs mentre treballen per rescatar els supervivents de les ruïnes de la ciutat, també explora el debat entre els treballadors humanitaris de marxar de la ciutat per sempre.

## Estrena
El documental es va estrenar el 3 de maig de 2017 a la ciutat europea de Copenhaguen (capital de Dinamarca) i a Síria solament es va estrenar a la ciutat d'Idlib, ocupada pels rebels.

## Premis i nominacions

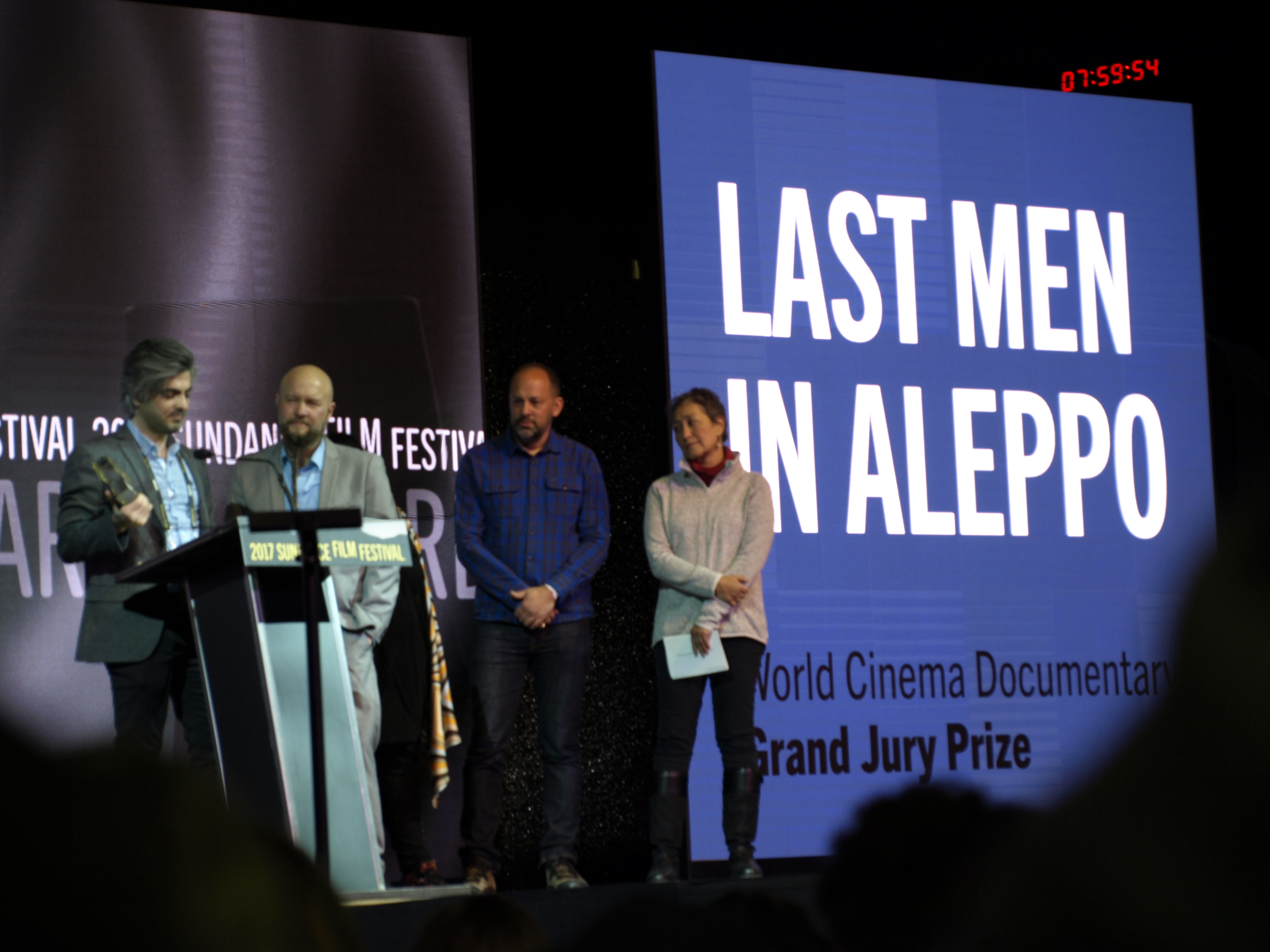
Premi al documental al Festival de Cinema de Sundance (Estats Units) de 2017.

En 2017 la pel·lícula va guanyar el Gran Premi del Documental Mundial en el Festival de Cinema de Sundance, aquest mateix any va ser nominada en els Premis Independent Spirit i en 2018 va participar en la competència a la millor pel·lícula documental dels Premis Oscar de 2017.
| Premi                          | Categoria                         | Receptor           | Resultat   | Ref(s) |
| ------------------------------ | --------------------------------- | ------------------ | ---------- | ------ |
| Festival de Cinema de Sundance | Gran Premi del Documental Mundial | Last Men in Aleppo | Guanyadora | [ 7 ]  |
| Premis Independent Spirit      | Millor Documental                 | Last Men in Aleppo | Nominada   | [ 8 ]  |
| Premis Oscar de 2017           | Millor llargmetratge documental   | Last Men in Aleppo | Nominada   | [ 9 ]  |